# Sovrani irlandesi
Sovrani irlandesi son considerate diverse personalità che regnarono su diversi regni e territori in Irlanda per molta della storia dell'isola. Nelle tantissime liste di sovrani ne compaiono molti che, soprattutto per i re pre-cristiani, sono mitologici e leggendari (alcuni sono semplici antropomorfizzazioni di divinità).

## Sovrani irlandesi autoctoni degni di nota
La lista comprende alcuni dei re supremi d'Irlanda: 
- Niall Caille (-846)
- Maelsechlainn I Malachia I re d'Irlanda (846-863)
- Donat O'Neill (956-980)
- Cathal O' Connor (Re del Connacht, 980-1010)
- Maelsechlainn II Malachia II re d'Irlanda (980-1001, 1015-1024)
- Brian Boru (Sovrano supremo);
- Diarmait mac Mail na mBo (Re del Leinster, 1043-1074);
- Niall dei Nove Ostaggi (Sovrano supremo);
- Sláine mac Dela (Primo sovrano supremo);
- Domhnall MacLochlainn;
- Diarmait Mac Murchada (Re del Leinster);
- Art mac Art MacMurrough-Kavanagh (Re del Leinster);
- Tairrdelbach mac Ruaidri Ua Conchobair (Re del Connacht, sovrano supremo d'Irlanda);
- Cormac mac Art O Melaghlain (Re di Meath);
- Muircheartach Ua Briain (Sovrano supremo).

## Lista dei principali regni e re irlandesi prima della conquista anglo-normanna
- Re di Ailech;
- Re di Airgialla;
- Re di Bréifne;
- Re del Breifne orientale;
- Re di Brega;
- Re di Cashel;
- Re del Connacht;
- Re dei Déisi Muman;
- Re di Desmond;
- Re di Dublino;
- Re di Fer Manach;
- Re di Uí Maine;
- Re del Leinster;
- Re di Mide;
- Re di Moylurg;
- Re del Munster;
- Re di Osraige;
- Re di Síol Anmchadha;
- Re di Tara;
- Re di Tir Connaill;
- Re di Tir Eogain;
- Re di Thomond;
- Re di Uí Failghe;
- Re dell'Ulster.

## Regno d'Irlanda (1166-1171)

### O'Conor (1166-1171)
| Nome    | Ritratto | Regno  | Regno           | Matrimoni                                                                                               | Note |
| Nome    | Ritratto | Inizio | Fine            | Matrimoni                                                                                               | Note |
| ------- | -------- | ------ | --------------- | --- | --- |
| Ruaidri |          | 1166   | 18 ottobre 1171 | Dubhchobhlaigh Ní Ruairc ed altre cinque consorti dall'identità sconosciuta nove figli e quattro figlie | già re del Connacht nel 1166 venne proclamato re d'Irlanda, primo sovrano, ed unico di origine gaelica, a detenerne il titolo. Nel 1171 l'isola venne invasa dagli anglo-normanni e Ruaidri perse il titolo di re, anche se continuò a reclamarlo fino alla morte nel 1198, |

## Signoria d'Irlanda (1171-1541)
La Signoria d'Irlanda (in inglese: Lordship of Ireland, in irlandese: Tiarnas na hÉireann) venne creata in seguito all'invasione anglo-normanna dell'Irlanda del 1169-1171 e durò fino al 1541, anno in cui venne istituito il Regno d'Irlanda. Primo signore d'Irlanda fu Enrico II d'Inghilterra.
La signoria veniva governata dal Parlamento d'Irlanda con sede nel Pale, come feudo dell'Impero angioino prima e del Regno d'Inghilterra poi. Essendo quindi il Signore d'Irlanda anche Re d'Inghilterra, egli veniva rappresentato localmente dal Lord luogotenente d'Irlanda.
Questa entità politica dette origine al plurisecolare legame tra la corona inglese e l'Irlanda.

### Plantageneti - Angioini (1171-1216)
| Nome      | Ritratto | Regno           | Regno           | Matrimoni                                                                                            | Note |
| Nome      | Ritratto | Inizio          | Fine            | Matrimoni                                                                                            | Note |
| --------- | -------- | --------------- | --------------- | --- | --- |
| Enrico II |          | 18 ottobre 1171 | maggio 1177     | Eleonora d'Aquitania cinque figli e tre figlie                                                       | primo Signore d'Irlanda; già Re d'Inghilterra                                                                               |
| Giovanni  |          | maggio 1177     | 19 ottobre 1216 | (1) Isabella di Gloucester nessun figlio (annullato) (2) Isabella d'Angoulême due figli e tre figlie | figlio di Enrico II ed Eleonora; Signore d'Irlanda dal 1177, titolo assegnatogli dal padre successivamente Re d'Inghilterra |

### Plantageneti (1216-1399)
| Nome        | Ritratto | Regno            | Regno                       | Matrimoni                                                                                               | Note |
| Nome        | Ritratto | Inizio           | Fine                        | Matrimoni                                                                                               | Note |
| ----------- | -------- | ---------------- | --------------------------- | --- | --- |
| Enrico III  |          | 19 ottobre 1216  | 16 novembre 1272            | Eleonora di Provenza due figli e tre figlie                                                             | primogenito di Giovanni; anche Re d'Inghilterra nel 1258 Brian Ua Neill si proclamò Re supremo d'Irlanda ma venne sconfitto nella battaglia di Druim Dearg         |
| Edoardo I   |          | 16 novembre 1272 | 7 luglio 1307               | (1) Eleonora di Castiglia cinque figli e undici figlie (2) Margherita di Francia due figli e una figlia | primogenito di Enrico; anche Re d'Inghilterra |
| Edoardo II  |          | 7 luglio 1307    | 20 gennaio 1327             | Isabella di Francia due figli e due figlie                                                              | figlio di Edoardo ed Eleonora; anche Re d'Inghilterra Edward Bruce, conte di Carrick, di proclamò Re supremo d'Irlanda durante la fallita ribellione del 1315-1318 |
| Edoardo III |          | 1º febbraio 1327 | 21 giugno 1377              | Filippa di Hainault otto figli e sei figlie                                                             | primogenito di Edoardo II; anche Re d'Inghilterra |
| Riccardo II |          | 21 giugno 1377   | 29 settembre 1399 (deposto) | (1) Anna di Boemia nessun figlio (2) Isabella di Valois nessun figlio                                   | nipote di Edoardo III; anche Re d'Inghilterra |

### Plantageneti - Lancaster (1399-1461)
| Nome      | Ritratto | Regno             | Regno                  | Matrimoni                                                                           | Note                                             |
| Nome      | Ritratto | Inizio            | Fine                   | Matrimoni                                                                           | Note                                             |
| --------- | -------- | ----------------- | ---------------------- | ----------------------------------------------------------------------------------- | ------------------------------------------------ |
| Enrico IV |          | 30 settembre 1399 | 20 marzo 1413          | (1) Maria di Bohun quattro figli e due figlie (2) Giovanna di Navarra nessun figlio | nipote di Edoardo III; anche Re d'Inghilterra    |
| Enrico V  |          | 20 marzo 1413     | 31 agosto 1422         | Caterina di Valois un figlio                                                        | primogenito di Enrico IV; anche Re d'Inghilterra |
| Enrico VI |          | 31 agosto 1422    | 4 marzo 1461 (deposto) | Margherita d'Angiò un figlio                                                        | figlio di Enrico V; anche Re d'Inghilterra       |

### Plantageneti - York (1461-1470)
| Nome       | Ritratto | Regno        | Regno                    | Matrimoni                                     | Note                                                           |
| Nome       | Ritratto | Inizio       | Fine                     | Matrimoni                                     | Note                                                           |
| ---------- | -------- | ------------ | ------------------------ | --------------------------------------------- | -------------------------------------------------------------- |
| Edoardo IV |          | 4 marzo 1461 | 2 ottobre 1470 (deposto) | Elisabetta Woodville tre figli e sette figlie | discendente di IV grado di Edoardo III; anche Re d'Inghilterra |

### Plantageneti - Lancaster (1470-1471)
| Nome      | Ritratto | Regno           | Regno                    | Matrimoni                    | Note                                       |
| Nome      | Ritratto | Inizio          | Fine                     | Matrimoni                    | Note                                       |
| --------- | -------- | --------------- | ------------------------ | ---------------------------- | ------------------------------------------ |
| Enrico VI |          | 30 ottobre 1470 | 11 aprile 1471 (deposto) | Margherita d'Angiò un figlio | figlio di Enrico V; anche Re d'Inghilterra |

### Plantageneti - York (1471-1485)
| Nome         | Ritratto | Regno          | Regno                    | Matrimoni                                     | Note                                                           |
| Nome         | Ritratto | Inizio         | Fine                     | Matrimoni                                     | Note                                                           |
| ------------ | -------- | -------------- | ------------------------ | --------------------------------------------- | -------------------------------------------------------------- |
| Edoardo IV   |          | 11 aprile 1471 | 9 aprile 1483            | Elisabetta Woodville tre figli e sette figlie | discendente di IV grado di Edoardo III; anche Re d'Inghilterra |
| Edoardo V    |          | 9 aprile 1483  | 22 giugno 1483 (deposto) | -                                             | figlio di Edoardo IV; anche Re d'Inghilterra                   |
| Riccardo III |          | 22 giugno 1483 | 22 agosto 1485           | Anna Neville un figlio                        | fratello di Edoardo IV; anche Re d'Inghilterra                 |

### Tudor (1485-1541)
| Nome        | Ritratto | Regno          | Regno          | Matrimoni | Note |
| Nome        | Ritratto | Inizio         | Fine           | Matrimoni | Note |
| ----------- | -------- | -------------- | -------------- | --- | --- |
| Enrico VII  |          | 22 agosto 1485 | 21 aprile 1509 | Elisabetta di York tre figli e quattro figlie | discendente per parte materna da Edoardo III; anche Re d'Inghilterra Lambert Simnel e Perkin Warbeck ne contestarono il titolo ma vennero sconfitti |
| Enrico VIII |          | 21 aprile 1509 | 18 giugno 1541 | (1) Caterina d'Aragona due figli e una figlia (2) Anna Bolena una figlia (3) Jane Seymour un figlio (4) Anna di Clèves nessun figlio (5) Caterina Howard nessun figlio | secondo figlio maschio di Enrico VII; anche Re d'Inghilterra                                                                                        |

## Regno d'Irlanda (1541-1649)
Regno d'Irlanda (in inglese: Kingdom of Ireland, in irlandese: Ríocht na hÉireann) fu il nome dato allo stato irlandese sotto il controllo della Corona inglese nel 1541, a seguito di un atto del Parlamento irlandese. Rimpiazzò la Signoria d'Irlanda (Lordship of Ireland), creata nel 1171. Re Enrico VIII diventò quindi il primo Re d'Irlanda dai tempi dell'invasione anglo-normanna.
Il trono d'Irlanda era appannaggio del re d'Inghilterra. Il regno era governato da un esecutivo sotto il controllo di un rappresentante del sovrano, il Lord Deputy, più tardi denominato Lord Lieutenant of Ireland. Anche se diversi irlandesi occuparono la carica, gran parte di questi rappresentanti furono aristocratici inglesi.
Il regno era sotto il potere legislativo del Parlamento irlandese, formato dalla Camera dei Lord e dalla Camera dei Comuni, le quali si formavano quasi sempre a Dublino. I poteri del parlamento erano ristretti da una serie di leggi, soprattutto dalla Poynings Law del 1492. I cattolici e, in seguito, i presbiteriani furono, per gran parte della storia successiva, esclusi da ogni carica nel parlamento. 

### Tudor (1541-1603)
| Nome                   | Ritratto | Regno            | Regno                    | Matrimoni                               | Note |
| Nome                   | Ritratto | Inizio           | Fine                     | Matrimoni                               | Note |
| ---------------------- | -------- | ---------------- | ------------------------ | --------------------------------------- | --- |
| Enrico VIII            |          | 18 giugno 1541   | 28 gennaio 1547          | Caterina Parr nessun figlio             | secondo figlio maschio di Enrico VII; anche Re d'Inghilterra |
| Edoardo VI             |          | 28 gennaio 1547  | 6 luglio 1553            | -                                       | figlio di Enrico VIII e Jane Seymour; anche Re d'Inghilterra |
| Jane Grey (contestata) |          | 6 luglio 1553    | 19 luglio 1553 (deposta) | Guilford Dudley nessun figlio           | cugina di Edoardo VI; anche Regina d'Inghilterra |
| Maria I                |          | 19 luglio 1553   | 17 novembre 1558         | Filippo II di Spagna nessun figlio      | figlia di Enrico VIII e Caterina d'Aragona; anche Regina d'Inghilterra |
| Filippo                |          | 25 luglio 1554   | 17 novembre 1558         | (2) Maria I d'Inghilterra nessun figlio | Asburgo; coregnante di Maria I; Re di Spagna |
| Elisabetta I           |          | 17 novembre 1558 | 24 marzo 1603            | -                                       | figlia di Enrico VIII e Anna Bolena; anche Regina d'Inghilterra Hugh O'Neill e Red Hugh O'Donnell condussero una decennale ribellione contro il dominio inglese dal 1593 al 1603 ma furono sconfitti |

### Stuart (1603-1649)
| Nome      | Ritratto | Regno         | Regno           | Matrimoni                                                 | Note                                                                         |
| Nome      | Ritratto | Inizio        | Fine            | Matrimoni                                                 | Note                                                                         |
| --------- | -------- | ------------- | --------------- | --------------------------------------------------------- | ---------------------------------------------------------------------------- |
| Giacomo I |          | 24 marzo 1603 | 27 marzo 1625   | Anna di Danimarca tre figli e quattro figlie              | discendente di Enrico VII; già Re di Scozia dal 1567; anche Re d'Inghilterra |
| Carlo I   |          | 27 marzo 1625 | 30 gennaio 1649 | Enrichetta Maria di Francia quattro figli e cinque figlie | figlio di Giacomo I; anche Re d'Inghilterra e Re di Scozia                   |

## Commonwealth d'Inghilterra (1649-1660)
A seguito della decapitazione di Carlo I e della proclamazione della repubblica, Inghilterra, Scozia ed Irlanda furono inizialmente governata da un organo chiamato Consiglio di Stato. Nel 1653 Oliver Cromwell dissolse il consiglio di stato con l'appoggio dell'esercito e, il 16 dicembre dello stesso anno, assunse la carica a vita ed ereditaria di Lord Protettore del Commonwealth di Inghilterra, Scozia ed Irlanda. Alla sua morte la carica passò al figlio Richard Cromwell.
| Nome             | Ritratto | Regno            | Regno                               | Matrimoni                                         | Note                                                                             |
| Nome             | Ritratto | Inizio           | Fine                                | Matrimoni                                         | Note                                                                             |
| ---------------- | -------- | ---------------- | ----------------------------------- | ------------------------------------------------- | -------------------------------------------------------------------------------- |
| Oliver Cromwell  |          | 16 dicembre 1653 | 3 settembre 1658                    | Elizabeth Bourchier cinque figli e quattro figlie | Lord Protettore; invase l'Irlanda nell'ambito delle Guerre confederate irlandesi |
| Richard Cromwell |          | 3 settembre 1658 | 25 maggio 1659 (rinunciò al titolo) | Dorothy Maijor due figli e sette figlie           | Lord Protettore; figlio di Oliver Cromwell                                       |

## Regno d'Irlanda (1660-1801)
Dopo la deposizione di Richard Cromwell gli Stuart furono restaurati sui troni di Inghilterra, Scozia ed Irlanda nella persona di Carlo II Stuart.

### Stuart (1660-1714)
| Nome          | Ritratto | Regno            | Regno                      | Matrimoni                                                                                        | Note |
| Nome          | Ritratto | Inizio           | Fine                       | Matrimoni                                                                                        | Note |
| ------------- | -------- | ---------------- | -------------------------- | ------------------------------------------------------------------------------------------------ | --- |
| Carlo II      |          | 29 maggio 1660   | 6 febbraio 1685            | Caterina di Braganza nessun figlio                                                               | figlio di Carlo I; anche Re d'Inghilterra e Re di Scozia |
| Giacomo II    |          | 6 febbraio 1685  | 11 dicembre 1688 (deposto) | (1) Anna Hyde quattro figli e quattro figlie (2) Maria Beatrice d'Este due figli e cinque figlie | figlio di Carlo I; anche Re d'Inghilterra e Re di Scozia; invase l'Irlanda nel tentativo di riprendere il trono ma venne sconfitto nella battaglia del Boyne nel luglio 1690 |
| Maria II      |          | 13 febbraio 1689 | 28 dicembre 1694           | Guglielmo III d'Inghilterra nessun figlio                                                        | figlia di Giacomo II e di Anna Hyde; anche Regina d'Inghilterra e Regina di Scozia                                                                                           |
| Guglielmo III |          | 13 febbraio 1689 | 19 marzo 1702              | Maria II d'Inghilterra nessun figlio                                                             | Orange-Nassau; nipote di Carlo I, fino al 1694 regnò assieme alla consorte Maria II; già Statolder d'Olanda, anche Re d'Inghilterra e Re di Scozia                           |
| Anna          |          | 19 marzo 1702    | 12 agosto 1714             | Giorgio di Danimarca due figli e tre figlie                                                      | figlia di Giacomo II e di Anna Hyde; anche Regina d'Inghilterra e Regina di Scozia dal 1707 Regina di Gran Bretagna                                                          |

### Hannover (1714-1801)
| Nome        | Ritratto | Regno           | Regno           | Matrimoni                                                | Note                                                                         |
| Nome        | Ritratto | Inizio          | Fine            | Matrimoni                                                | Note                                                                         |
| ----------- | -------- | --------------- | --------------- | -------------------------------------------------------- | ---------------------------------------------------------------------------- |
| Giorgio I   |          | 12 agosto 1714  | 22 giugno 1727  | Sofia Dorotea di Celle un figlio e una figlia            | discendente di Giacomo I; già Elettore di Hannover anche Re di Gran Bretagna |
| Giorgio II  |          | 22 giugno 1727  | 25 ottobre 1760 | Carolina di Brandeburgo-Ansbach tre figli e cinque       | figlio di Giorgio I; anche Re di Gran Bretagna ed Elettore di Hannover       |
| Giorgio III |          | 25 ottobre 1760 | 1 gennaio 1801  | Carlotta di Meclemburgo-Strelitz nove figli e sei figlie | nipote di Giorgio II; anche Re di Gran Bretagna ed Elettore di Hannover      |

## Regno Unito di Gran Bretagna e Irlanda (1801-1922)
Con l'Atto d'Unione, il 1 gennaio 1801 il Regno d'Irlanda perdeva la sua indipendenza e si univa al Regno di Gran Bretagna per formare una nuova entità politica chiamata Regno Unito di Gran Bretagna e Irlanda (in inglese: United Kingdom of Great Britain and Ireland; in irlandese: Ríocht Aontaithe na Breataine Móire agus na hÉireann).

### Hannover (1801-1901)
| Nome         | Ritratto | Regno           | Regno           | Matrimoni                                                       | Note                                                           |
| Nome         | Ritratto | Inizio          | Fine            | Matrimoni                                                       | Note                                                           |
| ------------ | -------- | --------------- | --------------- | --------------------------------------------------------------- | -------------------------------------------------------------- |
| Giorgio III  |          | 1 gennaio 1801  | 29 gennaio 1820 | Carlotta di Meclemburgo-Strelitz nove figli e sei figlie        | nipote di Giorgio II; anche Elettore e dal 1814 Re di Hannover |
| Giorgio IV   |          | 29 gennaio 1820 | 26 giugno 1830  | Carolina di Brunswick una figlia                                | figlio di Giorgio III; anche Re di Hannover                    |
| Guglielmo IV |          | 26 giugno 1830  | 20 giugno 1837  | Adelaide di Sassonia-Meiningen due figlie                       | figlio di Giorgio III; anche Re di Hannover                    |
| Vittoria     |          | 20 giugno 1837  | 22 gennaio 1901 | Alberto di Sassonia-Coburgo-Gotha quattro figli e cinque figlie | nipote di Giorgio III; dal 1876 Imperatrice d'India            |

### Sassonia-Coburgo-Gotha (1901-1917)
| Nome        | Ritratto | Regno           | Regno          | Matrimoni                                      | Note                                                   |
| Nome        | Ritratto | Inizio          | Fine           | Matrimoni                                      | Note                                                   |
| ----------- | -------- | --------------- | -------------- | ---------------------------------------------- | ------------------------------------------------------ |
| Edoardo VII |          | 22 gennaio 1901 | 6 maggio 1910  | Alessandra di Danimarca tre figli e tre figlie | figlio della regina Vittoria; anche Imperatore d'India |
| Giorgio V   |          | 6 maggio 1910   | 17 luglio 1917 | Maria di Teck cinque figli e una figlia        | figlio di Edoardo VII; anche Imperatore d'India        |

### Windsor (1917-1922)
| Nome      | Ritratto | Regno          | Regno           | Matrimoni                               | Note                                            |
| Nome      | Ritratto | Inizio         | Fine            | Matrimoni                               | Note                                            |
| --------- | -------- | -------------- | --------------- | --------------------------------------- | ----------------------------------------------- |
| Giorgio V |          | 17 luglio 1917 | 6 dicembre 1922 | Maria di Teck cinque figli e una figlia | figlio di Edoardo VII; anche Imperatore d'India |

## Stato Libero d'Irlanda (1922-1936)
A seguito della firma del Trattato anglo-irlandese il 6 dicembre 1921 l'Irlanda si staccava dal Regno Unito creando un'entità statale come Dominion all'interno dell'impero britannico. Questo nuovo stato, che nacque ufficialmente il 6 dicembre 1922, venne chiamato Stato Libero d'Irlanda (in inglese: Irish Free State; in irlandese: Saorstát Éireann) e mantenne come forma di governo la monarchia con il sovrano britannico come capo di Stato.

### Windsor (1917-1936)
| Nome         | Ritratto | Regno           | Regno                          | Matrimoni                               | Note                                            |
| Nome         | Ritratto | Inizio          | Fine                           | Matrimoni                               | Note                                            |
| ------------ | -------- | --------------- | ------------------------------ | --------------------------------------- | ----------------------------------------------- |
| Giorgio V    |          | 6 dicembre 1922 | 20 gennaio 1936                | Maria di Teck cinque figli e una figlia | figlio di Edoardo VII; anche Imperatore d'India |
| Edoardo VIII |          | 20 gennaio 1936 | 11 dicembre 1936 (abdicazione) | Wallis Simpson nessun figlio            | figlio di Giorgio V; anche Imperatore d'India   |

## Stato Irlandese (1936-1949)
Il 12 dicembre 1936, il giorno immediatamente successivo all'abdicazione di Edoardo VIII, il parlamento irlandese (Oireachtas) si affrettò a promulgare come legge l'Executive Authority (External Relations) Act che, nei fatti, tagliava ogni legame con la monarchia britannica non riconoscendone più l'autorità sul territorio dello Stato Libero d'Irlanda.
La repubblica non venne, però, ufficialmente proclamata fino al 1949 e quindi, seppur formalmente e senza alcun ruolo effettivo nel governo dell'isola, Giorgio VI viene considerato da alcuni, almeno nominalmente, Re d'Irlanda dal 1936 al 1949.

### Windsor (1936-1949)
| Nome                    | Ritratto | Regno            | Regno          | Matrimoni                       | Note                                          |
| Nome                    | Ritratto | Inizio           | Fine           | Matrimoni                       | Note                                          |
| ----------------------- | -------- | ---------------- | -------------- | ------------------------------- | --------------------------------------------- |
| Giorgio VI (contestato) |          | 11 dicembre 1936 | 18 aprile 1949 | Elizabeth Bowes-Lyon due figlie | figlio di Giorgio V; anche Imperatore d'India |

## Regno Unito di Gran Bretagna e Irlanda del Nord (1927-oggi)
A seguito del Trattato anglo-irlandese del dicembre 1921, le sei contee dell'Ulster rimasero parte integrante del Regno Unito che, nel 1927 adottò ufficialmente la denominazione di Regno Unito di Gran Bretagna e Irlanda del Nord (in inglese: United Kingdom of Great Britain and Northern Ireland; in irlandese: Ríocht Aontaithe na Breataine Móire agus Thuaisceart Éireann).

### Windsor (1927-oggi)
| Nome          | Ritratto | Regno            | Regno                          | Matrimoni                                                   | Note                                            |
| Nome          | Ritratto | Inizio           | Fine                           | Matrimoni                                                   | Note                                            |
| ------------- | -------- | ---------------- | ------------------------------ | ----------------------------------------------------------- | ----------------------------------------------- |
| Giorgio V     |          | 12 aprile 1927   | 20 gennaio 1936                | Maria di Teck cinque figli e una figlia                     | figlio di Edoardo VII; anche Imperatore d'India |
| Edoardo VIII  |          | 20 gennaio 1936  | 11 dicembre 1936 (abdicazione) | Wallis Simpson nessun figlio                                | figlio di Giorgio V; anche Imperatore d'India   |
| Giorgio VI    |          | 11 dicembre 1936 | 6 febbraio 1952                | Elizabeth Bowes-Lyon due figlie                             | figlio di Giorgio V; anche Imperatore d'India   |
| Elisabetta II |          | 6 febbraio 1952  | 8 settembre 2022               | Filippo di Edimburgo tre figli e una figlia                 | figlia di Giorgio VI; Capo del Commonwealth     |
| Carlo III     |          | 8 settembre 2022 | in carica                      | (1) Diana Spencer due figli (2) Camilla Shand nessun figlio | figlio di Elisabetta II; Capo del Commonwealth  |